# Межжеріна Ганна Валентинівна
Га́нна Валенти́нівна Межже́ріна (нар. 18 січня 1963, м. Ірпінь, Київська обл.) — український мовознавець, спеціаліст у галузі давньоруської мови, історичної текстології, історичної лексикології, історичної антропонімії, історичної імагології, концептології, перекладознавства, психолінгвістики, методики навчання іноземних студентів. 
Доктор філологічних наук (2007). Професор (2011) кафедри філологічних та природничих дисциплін Державного університету «Київський авіаційний інститут» (Київ).

## Біографія
Закінчила з відзнакою філологічний факультет Київського державного університету імені Т. Г. Шевченка за спеціальностями «російська мова і література», «російська мова як іноземна» (1985), згодом закінчила з відзнакою філологічний факультет того ж університету за спеціальністю «українська мова та література (2002). 
Від 1985 року працює в Державному університеті «Київський авіаційний інститут» на посадах асистента (1985–1993), доцента (1993–2007), професора (від 2007) кафедри філологічних та природничих дисциплін. Читає лекції з дисциплін «Теорія і практика перекладу науково-технічної літератури», «Психолінгвістика», «Ділова українська мова».
Голова Спеціалізованої вченої ради для захисту дисертацій у Національному авіаційному університеті (2011–2012). Заступник головного редактора (2010–2020) збірника наукових праць «Гуманітарна освіта в технічних вищих навчальних закладах», включеного до переліку фахових видань України, відповідальний редактор збірників наукових праць «Науково-методичні проблеми мовної підготовки іноземних студентів» (2008–2018), «Світові виміри освітніх тенденцій» (від 2021 року).
Під її керівництвом захищено дві кандидатські дисертації з історії української мови: 2011 — А. В. Сібрук; 2020 — О. К. Ковалюк.

## Сфера наукових досліджень
Основна сфера наукових досліджень — історична лексикологія східнослов'янських мов, історична антропонімія, історична текстологія, історична імагологія, концептологія, мовна картина світу, етнолінгвістика, перекладознавство.
Ганна Валентинівна — автор близько 150 наукових і навчально-методичних праць. Учасник багатьох наукових конференцій, зокрема Міжнародного конгресу україністів.
У своїх працях Г. В. Межжеріна порушила питання про необхідність перегляду територіальної належності літописів Київської Русі з урахуванням наявності в них значної частки південних джерел. Вважає, що Лаврентіївський літопис є передусім пам'яткою південного (а не північно-східного) літописання, Радзивіллівський літопис має південноруське походження і є пам'яткою не лише Володимиро-Суздальської землі. Новгородський літопис, в основі якого лежить «Найдавніший Київський звід», належить не тільки до новгородського літописання, Никонівський літопис — пам'ятка водночас і північно-східного, і південного літописання.
|  | «Незважаючи на величезну кількість досліджень з історії літописів Київської Русі і, на перший погляд, завершеність дискусій про територіальну належність пам'яток, доводиться відзначити, що питання наявності та функціональної значущості в літописах південних джерел не тільки не висвітлене, але й не було поставлене» (Межжеріна Г. В. Людина в мовній картині світу часів Київської Русі. К. : Видавничий центр КНЛУ, 2006. С. 48). |

Реконструювала корпус прикметників та іменників (понад 600 одиниць), які за часів Київської Русі вживалися зі значенням соціально-етичної оцінки особи. Виявила лексеми XI–XIII ст., не зафіксовані в історичних словниках, уточнила семантику, хронологічні межі вживання. Ввела в науковий обіг терміни «реверберація», «реверберована лексема».
|  | «Реверберація – явище епізодичного відбиття в писемних пам'ятках факту існування в давній мові лексеми або одного з її значень. Рідкісна лексема, уживання якої зберігається <…> на сторінках однієї-двох писемних пам'яток, є реверберованою, а про саму лексему можна сказати, що вона реверберується в конкретному тексті. Лексема може вважатися реверберованою тільки на тлі певної системи, наприклад, у межах чітко визначеного хронологічного зрізу або конкретного поля (концептуального, лексико-семантичного тощо)» (Межжеріна Г. В. Людина в мовній картині світу часів Київської Русі. К. : Видавничий центр КНЛУ, 2006. С. 63). |

Експлікувала ознакову парадигму фрагмента «соціально-етична оцінка особи», зокрема, прототипові ознаки «гарячий», «холодний», «плата», «ціна», «кривий», «пустий», які становили основу узуальної внутрішньої форми ад'єктивів і субстантивів XI–XIII ст. зі значенням моральної оцінки особи.
Описала концептосферу «соціально-етична оцінка особи» східнослов'янської мовної картини світу XI–XIII ст. (концепти «вірність», «невірність», «праведність», «неправедність», «смиренність», «несмиренність», «милосердя», «жорстокість» тощо).
З нових наукових позицій підійшла до аналізу літописних портретів особи, ввела термін «соціально-етичний портрет» («кънѧзь Киевьскии Изѧславъ и чьстьныи благовѣрныи»). У межах опозиції «свій» / «чужий» описала парадигму наявних у писемних пам'ятках XI–XIII ст. соціально-етичних портретів жителів Київської Русі (князів, бояр, воєвод, священнослужителів та ін.) і представників чужих народів (монголо-татар, половців, торків та ін.). Дослідила явище ад'єктивно-субстантивної концептуалізації образів історичних осіб (Володимира Святого, Бориса і Гліба, Володимира Мономаха, Ярослава Мудрого, Андрія Боголюбського, Феодосія Печерського, Сави Гречина, Стефана Доместика, архієпископів Нифонта, Антонія та ін.).
Поєднує історико-лінгвістичний аналіз з історико-культурологічним, застосовує наративний і порівняльний методи. Дешифрувала зміст і внутрішні мотиви появи індивідуальних неофіційних антропонімів XI–XIII ст. Волъчии Хвостъ, Белжѧнинъ, Добрыня Долгыи, Иванко Степановичь, Матѣи Шибутовичь, Медоушникъ, Ѡловѧньць, Петръ Гоугнивыи, Рѧбьць, Тюима.
У наукових працях з перекладознавства проаналізувала закономірності перекладу українською мовою англійських авіаційних термінів, розглянула теоретичні питання перекладознавства (принципи стандартизації термінології, онтологічну природу об'єктів «текст оригіналу» і «текст перекладу», «інваріант перекладу» і «варіант перекладу», визначення межі́ дозволеної віддаленості від оригіналу). Відстоює думку про те, що:
|  | «стандартизація авіаційної термінології має відбуватися в тісному співробітництві термінологів, лексикографів, перекладачів, інженерів, і при цьому коригування термінологічного апарату є прерогативою лише спеціалістів в інженерно-технічній галузі» (Межжеріна Г. В. Англійські авіаційні терміни в аспекті перекладу. К. : Фенікс, 2021. С. 15). |

Є автором написаних за оригінальною методикою навчальних посібників для іноземних студентів з фонетики, підстилю комп'ютерних технологій, архітектури, технічної і теоретичної механіки, загальнонаукового стилю.

### Дисертації
- Кандидатська: Прикметники зі значенням моральної оцінки особи (на давньоруському хронологічному зрізі) (1992; Київський університет ім. Тараса Шевченка; офіційний опонент доктор філологічних наук, член-кореспондент АН України Німчук Василь Васильович).
- • Докторська: Мовна картина світу часів Київської Русі (на матеріалі писемних пам'яток XI—XIII ст.) (2006; Інститут української мови НАН України; науковий консультант доктор філологічних наук, професор Кочерган Михайло Петрович).

## Основні праці

### Монографії
- Межжеріна Г. В. Людина в мовній картині світу часів Київської Русі. К. : Вид. центр КНЛУ, 2006. 448 с. ISBN 966-638-188-5
- Межжеріна Г. В. Англійські авіаційні терміни в аспекті перекладу. К. : Фенікс, 2021. 96 с. ISBN: 978-966-136-867-4

### Статті з історії мови
- Периферійна лексика ХІ–ХІІІ століття (прикметники) як відбиття морально-етичних уявлень у Давній Русі // Мовознавство. 1995. № 2–3;
- Опозиція «гарячий / холодний» в ознаковій парадигмі «соціально-етична оцінка особи» східнослов'янської мовної картини світу ХІ–ХІІІ ст. // Там само. 2009. № 6;
- Субстантивно-ад'єктивна форма репрезентації нащадків Володимира Мономаха в Київському літописі // Укр. мовознавство. 2016. Вип. 1;
- Переклад термінів-композитів з лексемними морфемами (на матеріалі англійської та української авіаційних терміносистем) // Наук. вісн. Київ. лінгвіст. університету. 2016. Вип. 2.

#### Історична лексикологія і концептологія
- Межжеріна Г. В. Лексеми з коренями -моудр-, -оум-, -разоум-, -мысл-: до проблеми християнської ментальності східних слов’ян ХІ–ХІІІ ст. // Мовознавство. № 4. 2004.  С. 43–55.

- Межжеріна Г. В. Лексеми лихыи, лихоиманьникъ, лихоимьць, лихомоудрыи, лишеникъ у складі словотвірного гнізда з коренем -лих- // Мовознавство. № 3. 2007. С. 28–38.

- Межжеріна Г. Поняття шляхетності за часів переходу від язичництва до християнства (на матеріалі східнослов’янських лексем ХІ–ХІІІ ст.) // Наукові записки [Кіровоградського державного педагогічного університету імені Володимира Винниченка]. Серія: Філологічні науки. 2009. Вип. 81 (3). С. 7–12.
- Межжеріна Г. В. Синтез страждання, подвижництва, тяжкої праці в семантиці др. страст-, страд-, троуд-, двиг- // Мова і культура. (Науковий журнал). К. : Вид. Дім Дмитра Бураго, 2009. Вип. 11. Т. VI (118). С. 110–114.
- Межжеріна Г. В. Лексеми з коренем -лют- зі значенням соціально-етичної оцінки особи в контексті мовної картини світу часів Київської Русі // Вісник Київського національного лінгвістичного університету. Серія: Філологія. 2013. Т. 16, № 2. С. 76–83.
- Межжеріна Г. В. Чеснота  працелюбності в семантиці східнослов’янських лексем ХІ–ХІІІ ст. // Наукові праці Кам’янець-Подільського національного університету імені Івана Огієнка. Серія: Філологічні науки. Кам’янець-Подільський: Аксіома, 2015. Вип. 38. С. 224–229.
- Межжеріна Г. В. Благодѣтель – добродѣтель – зълодѣлатель: Лексична оцінка людини ХІ–ХІІІ ст. в опозиційних координатах добрих / злих справ // Проблеми зіставної семантики: зб. наук. статей. К. : Вид. центр КНЛУ, 2017. Вип. 13. С. 159–165.

#### Соціально-етичні портрети
- Межжеріна Г. В. Соціально-етичний портрет князя як фрагмент мовної картини світу часів Київської Русі // Мовознавство. 2004. № 1. С. 26–38.

- Межжеріна Г. В. Володимир Мономах та його сини на сторінках Київського літопису (субстантивно-ад’єктивний дискурс) // Проблеми зіставної семантики / Відп. ред. Тараненко О. О.: зб. наук. статей. К. : Вид. центр КНЛУ, 2009. Вип. 9. С. 394–401.
- Межжеріна Г. В. Онуки Володимира Мономаха на сторінках київського літопису (субстантивно-ад’єктивний дискурс) // Наукові праці Кам’янець-Подільського національного університету імені Івана Огієнка. Серія: Філологічні науки. 2009. Вип. 20. С. 408–411.
- Межжеріна Г. В. Портрет Ярослава Мудрого в писемних пам’ятках Київської Русі (лінгвістичний аспект) // Modern science: innovations and prospects. Proceedings of the 3rd International scientific and practical conference. SSPG Publish. Stockholm, Sweden. 2022. Pp. 727–733.
- Межжеріна Г. В. Соціально-етичні портрети князів у Радзивілівському літописі (статті Х–ХІ ст.) // Progressive research in the modern world. BoScience Publisher. Boston, USA, 2022. Pp. 477–483.
- Межжеріна Г.  В. Лексеми з коренем -мил- у соціально-етичних портретах світських і духовних ієрархів Київської Русі // Modern research in science and education. BoScience Publisher. Chicago, USA. 2023. Pp. 837–847.
- Межжеріна Г. В. Соціально-етичний портрет Всеволода Велике Гніздо в літописах Східної Славії ХІІ–ХІІІ ст. // Світові виміри освітніх тенденцій: зб. наук. праць / За заг. ред. Г. В. Межжеріної, О. Ю. Корчук; Навч.-наук. ін-т міжнар. співробітн. та освіти. Нац. авіац. ун-т. К., 2023. Вип. 16. С. 60–73.
- Межжеріна Г. В. Концептуалізація образу Володимира Святого в писемних пам’ятках Київської Русі (ад’єктивно-субстантивний аспект) // Мовознавство. 2023. № 6. С. 3–37. https://doi.org/10.33190/0027-2833-333-2023-6-001
- Межжеріна Г. В. Соціально-етичні портрети представників духовенства в Новгородському першому літописі // Studia z Filologii Polskiej i Słowiańskiej, 2023, 58, Article 2947. https://doi.org/10.11649/sfps.2947
- Межжеріна Г. В. Хвалебні епітети-означення в княжих портретах у Галицько-Волинському літописі // Science in the modern world: innovations and challenges. Canada, Toronto : Perfect Publishing, 2024. Pp. 514–522.

#### Історична антропонімія
- Межжеріна Г. В. Неофіційні іменування світських феодалів у Радзивілівському і Лаврентіївському літописах // Сучасні проблеми мовознавства та літературознавства: зб. наук. праць. Вип. 21. Ареалогія й ономастика / Відп. ред. І. В. Сабадош. Ужгород, 2016. С. 237–241.
- Межжеріна Г. В. Неофіційні антропоніми ХІІ ст. : Добрыня Долгыи, Иванко Степановичь, Матѣи Шибутовичь // Мовознавство. 2018. № 4. С. 54–69.

- Межжеріна Г. В. Неофіційний антропонім Петръ Гоугнивыи. 1 // Мовознавство. 2020. Вип. 5. С. 50–69.
- Межжеріна Г. В. Неофіційний антропонім Петръ Гоугнивыи. 2 // Мовознавство. 2020. Вип. 6. С. 3–21.
- Межжеріна Г. В. Неофіційний антропонім Петръ Гоугнивыи. 3 // Мовознавство. 2021. Вип. 1. С. 3–15.

- Межжеріна Г. В. «И побѣди радимичѣ Волъчии Хвостъ»: семантико-мотиваційна реконструкція неофіційного антропоніма. 1 // Мовознавство. 2022. Вип. 2. С. 22–40.
- Межжеріна Г. В. «И побѣди радимичѣ Волъчии Хвостъ»: семантико-мотиваційна реконструкція неофіційного антропоніма. 2 // Мовознавство. 2022. Вип. 3. С. 47–63.
- Межжеріна Г. В. Неофіційні антропоніми в Галицько-Волинському літописі (Тюима, Белжѧнинъ, Рѧбьць, Ѡловѧньць, Медоушникъ) // Мовознавство. 2024. № 5. С. 44–65. https://doi.org/10.33190/0027-2833-338-2024-5-003

#### Статті з перекладознавства
- Межжеріна Г. В. Інваріант перекладу, перекладний відповідник і питання лексикографії // Гуманітарна освіта в технічних вищих навчальних закладах: зб. наук. праць / Гол. ред. А. Ґ. Ґудманян; відп. ред. Г. В. Межжеріна. К. : НАУ, 2019. Вип. 39. С. 35–41.
- Межжеріна Г. В. Оптимальна довжина авіаційного терміна // Світові виміри освітніх тенденцій: зб. наук. праць. К., 2021. С. 115–118.

- Межжеріна Г. В. Службові слова у функції конструктів англійських авіатермінів // Світові виміри освітніх тенденцій: зб. наук. праць / за заг. ред. Г. В. Межжеріної, О. Ю. Корчук ; ННІМСО НАУ.  К., 2022. С. 9–15.
- Межжеріна Г. В. Ентропія як міра еквівалентності термінів // Мова та культура у просторі новітніх технологій: проблеми  сучасної комунікації: матеріали VІ Міжнар. наук. конф., м. Київ, 23 березня 2023 р. / Нац. авіац. ун-т, фак-т лінгвістики та соц. комунікацій / За заг. ред. С. В. Литвинської, А. В. Сібрук. К. : Талком, 2023. С. 87–88.

### Посібники
- Межжерина А. В. Русский язык как иностранный. Лексико-грамматический тренинг по механике: учеб. пособие для студентов высш. учеб. заведений. К. : НАУ, 2012. 176 с. ISBN 978-966-598-760-4 ;
- Межжеріна Г. В. Українська мова. Інтердисциплінарне наукове мовлення: навч. посібник. К. : НАУ, 2017. 208 с.

## Нагороди, відзнаки
- Нагрудний знак «За сумлінну працю» (2010).

### публікації про дослідницю
- Межжеріна Ганна Валентинівна / А. В. Сібрук // Енциклопедія Сучасної України [Електронний ресурс] / Редкол. : І. М. Дзюба, А. І. Жуковський, М. Г. Железняк [та ін.] ; НАН України, НТШ. – К. : Інститут енциклопедичних досліджень НАН України, 2018.
- Професори Національного авіаційного університету (1933–2008). К. : Вид. дім «АДЕФ-Україна», 2009. С. 176–177.

### наукові профілі
- Профіль Google Scholar: https://scholar.google.com.ua/citations?user=iUUFmjoAAAAJ&hl=ru
- Профіль ReseachGate: https://www.researchgate.net/profile/Anna-Mezhzherina
- Профіль ORCID: https://orcid.org/0000-0001-8900-577X
- Профіль у репозитарії КАІ (НАУ): https://er.nau.edu.ua/browse/author?scope=ecafaf4b-79f5-46bd-b3c3-96dc2cfa46ba&value=Mezhzherina,%20Hanna&bbm.return=2